# تپه شماره ۱ گنج آب
تپه شماره ۱ گنج آب مربوط به دوران‌های تاریخی پس از اسلام است و در شهرستان آبیک، روستای دبیریان واقع شده و این اثر در تاریخ ۱۱ شهریور ۱۳۸۲ با شمارهٔ ثبت ۹۷۸۳ به‌عنوان یکی از آثار ملی ایران به ثبت رسیده است.